# Sédimentologie
 (janvier 2009).
Si vous disposez d'ouvrages ou d'articles de référence ou si vous connaissez des sites web de qualité traitant du thème abordé ici, merci de compléter l'article en donnant les références utiles à sa vérifiabilité et en les liant à la section « Notes et références ».
La sédimentologie (ou pétrologie sédimentaire) est une branche de la géologie qui étudie les processus de formation des roches sédimentaires.

## Intérêts
L'étude des roches sédimentaires que le géologue rencontre à l'affleurement permet de reconstruire les paléoenvironnements, paléogéographies et paléoclimats à proximité de la formation de cette roche.

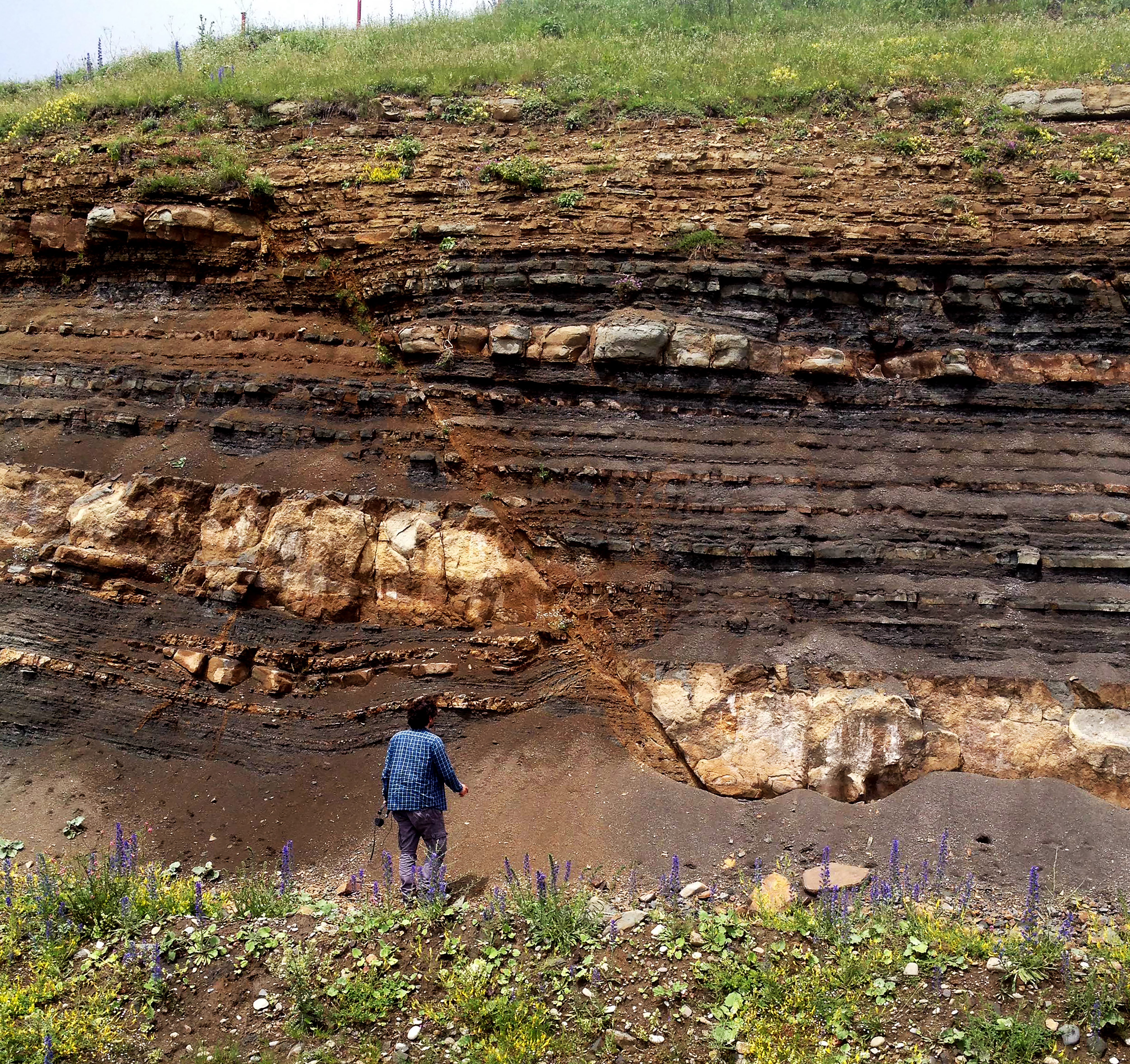
Sédiments en Géorgie.

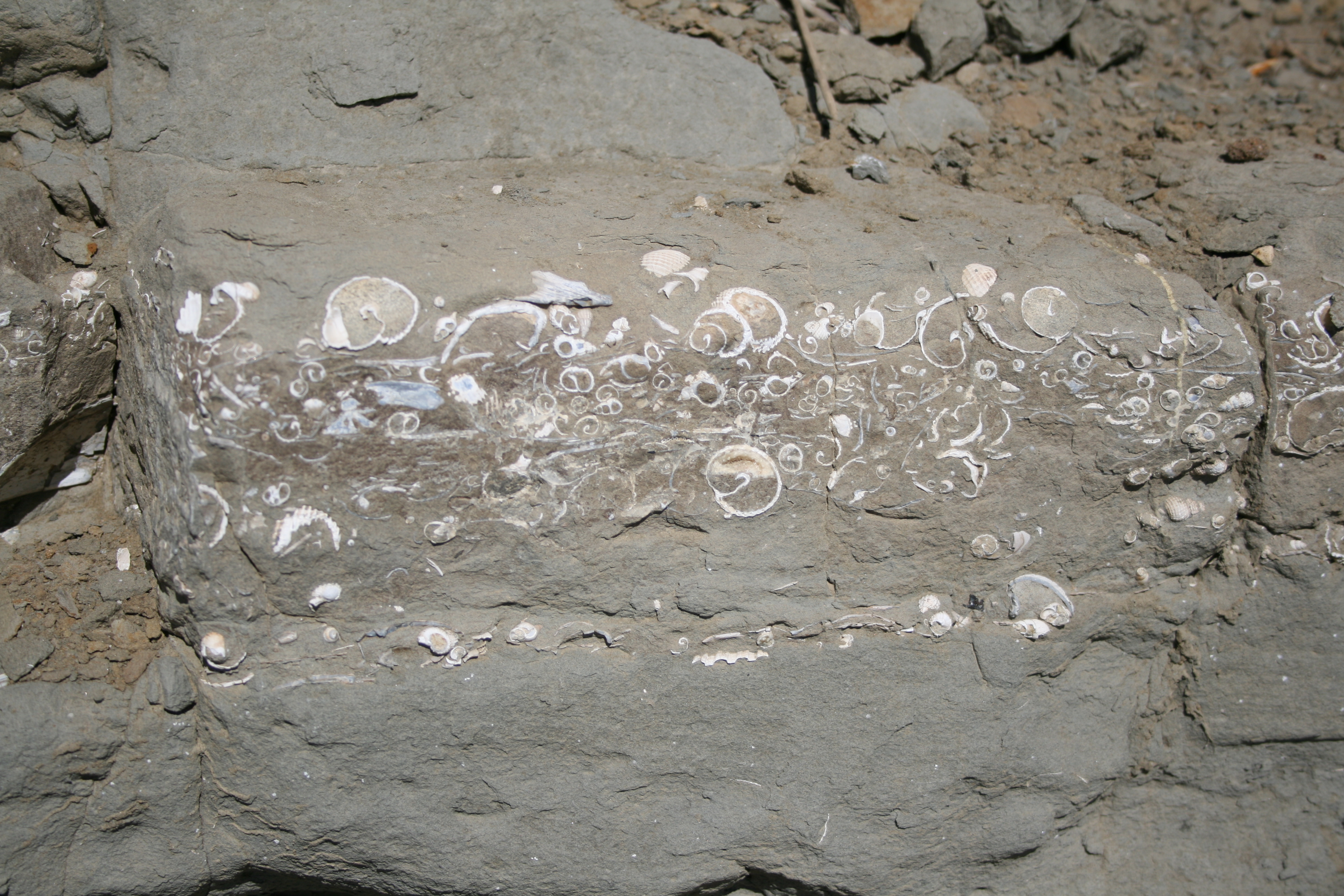
Roche sédimentaire incluant des fossiles (Californie, États-Unis).

Dans la majeure partie des cas le principe d'actualisme est utilisé. Ce principe est formulé par Charles Lyell en 1830 : Le présent est la clé pour comprendre le passé. Ce principe s'appuie sur le fait que la formation d'une roche actuelle dans des conditions actuelles traduit pour une roche similaire (passé) les conditions passées.
Ces conditions s'articulent autour de quatre processus :
- les conditions d'érosion produisant les sédiments
- les conditions de transport (par les vecteurs eau et vent)
- les conditions de dépôt
- l'évolution du dépôt ou « diagenèse »

## Disciplines associées
- L'étude des caractéristiques chimique, minéralogique, et paléontologique des roches sédimentaires est la pétrographie sédimentaire ;
- L'étude de l'évolution des caractéristiques des roches sédimentaires au cours du temps est la stratigraphie ;
- L'hydrogéologie est très liées à la sédimentologie car la majeure partie des nappes (libre ou captive) court à travers des roches sédimentaires ;
- Une partie de l'écologie des cours d'eau et des écosystèmes estuariens et marins, et notamment l'écotoxicologie s'appuie également sur l'étude des sédiments (et réciproquement).

## Sédimentologie de faciès
La sédimentologie de faciès est une discipline de terrain principalement. Elle est basée sur l'observation des figures de dépôt sur les roches à l'affleurement. Ainsi on peut reconnaître des figures liées à la houle ou à la marée par exemple. Ces figures sédimentaires, associées aux faciès de la roche, permettent d'effectuer des reconstitutions paléo-environnementales au temps de la formation de ces structures (contexte glaciaire, lacustre, marin profond...).
Ces figures ou structures se divisent en deux catégories:

### Les structures primaires

#### Les structures primaires d'érosions
Elles se manifestent en surface. Ce sont des structures syn-sédimentaires.

##### Différenciation en fonction de leurs tailles
On définit les cheneaux, les cuillières, les cannelures ou marmite d'érosion et les figures de base de banc (sole marks).

#### Différenciation en fonction de la diagénèse

##### Traces de courant (Current marks)
Traces d'affouillements liées à l'activité directe d'un fluide en régime turbulent sur le fond.
On distingue :
1. Les flûtes (traces d'affouillement en fuseau, flut casts). Elles peuvent être isolées ou groupées et donnent le sens du courant.
2. Les croissants (crescent marks). Cupules en forme de croissant formées autour d'un objet immobile. Ils permettent également de donner le sens du courant.
3. Les rigoles (ou gouttières, rill marks)
4. Les crêtes et sillons (rigdes and furrows). Figures parallèles au sens du courant se terminant en feuilles de chou frondescent. Elles se rencontrent surtout dans les turbidites.

##### Traces d'objets ou Tools marks
Ces traces sont formées par des objets transportés sur le fond.
1. Traces continues ou rectilignes. Ces traces correspondent au trainage d'un objet (groove) donnant une direction de courant. Parfois sont associés de petits plis latéraux ou chevrons donnant le sens du courant.
2. Les traces discontinues simples: Trace de rebond (bounes) en fuseau ou trace de butée (prods) en coin donnant le sens du courant.
3. Les traces discontinues répétées: trace de roulement (rolls), l'exemple le plus flagrant et celui d'une ammonite roulant sur le fond sur sa carène ventrale et trace de ricoché ou rebond répété (skips).

#### Les structures primaires de dépôt
Correspondent à un volume de sédiment déterminant la stratification.
- Les remplissages géotropes (en)[1] : d'origine mécanique
- Des fabriques bien particulières comme les fossiles orientés, les galets cabrés, les imbrications de galets...
- Les dropstones qui peuvent résulter :
  1. de retombées de projections volcaniques dans le sédiment mou,
  2. d'éléments transportés par une souche d'arbre flottant,
  3. d'éléments transportés par de la glace flottante venant à fondre.

Il en résulte une déformation de la stratigraphie sous l'objet seulement.
- Les autres structures primaires de dépôt qui correspondent à toutes les structures avec différentes combinaisons de litages. Les feuillets formant ces structures sont regroupées en faisceaux aussi appelés set.

Les faisceaux à litage plat (flat bedding), traduisant pour la plupart un écoulement rapide de haute énergie avec une granulométrie fine. Certains de ces faisceaux traduisent un écoulement lent mais possèdent une granulométrie grossière.
Sur chaque feuillet existent des linéations de délits (parting lineation) qui sont des lignes parallèle entre elles et parallèles au courant.
Les faisceaux à litage oblique (cross bedding) ou FLO. Ils sont très variés et sont dus à des courants ou des vagues. Ils ont notamment été étudiés par MacKee et Weir (1953). Ils se divisent en quatre types :
1. Les FLO simple : très rares.
2. Les FLO plan à base érosive assez plane avec les feuillets en plan incliné.
3. Les FLO arqués (trough cross stratification) à base érosive arquée avec les feuillets arqués. Allen (1963) en définit 15 types différents.
4. Les FLO mammelonnés (HCS pour Hummocky cross stratification). Se rencontrent dans les environnements de tempête et prennent leur origine soit dans le comblement d'une forme d'érosion préexistante ou par l'accumulation de ride au sens large.

Les rides se définissent selon la taille :
Il existe donc des rides au sens strict (ripples) faisant moins de 5 cm de haut et les dunes qui font plus de 5 cm de haut.
La conservation de ces rides est variable. Elles peuvent être fortement ou partiellement tronquées par l'érosion, produisant des structures madrées, lenticulaires ou œillets (lenticular bedding).
Lorsque la forme est conservée, la ride peut prendre plusieurs formes :
Rides à crêtes discontinues avec formes lingoïdes qui sont des rides de courant.
Rides à crêtes continues : se divisant en ride dissymétrique de courant, d'origine aquatique (granodécroissance verticale) ou d'origine éolienne (ride basse à granocroissance verticale) et les rides symétriques qui sont des rides d'oscillations liées aux vagues possédant des feuillets dans les deux sens.
Il peut également exister une interférence des trains de rides d'oscillations formant des rides à double crête ou à réseau polygonal.
La plupart des faisceaux à litage oblique (les plus grands) sont des indicateurs du sens et de la direction du courant (attention toutefois au problème du pendage réel et apparent).

### Les structures secondaires
Sont une modification des structures primaires (Déformation essentiellement).
1. Les structures rhéotropiques, liées à des facteurs purement physiques (courant de dépôt, choc, circulation de fluide interstitiel, la gravité...). Ces structures sont plus ou moins précoses (parfois syn-sédimentaires) mais elles sont toujours antélithification.
2. Les structures biogénétiques, résultant de l'action d'êtres vivants (animaux ou végétaux). On définit les traces d'origine végétale ou rhizolite et les traces d'origine animale ou ichnite. L'ensemble de ces structures sont regroupées sous le terme de bioturbation et sont les objets d'études de la paléoichnologie.
3. Les structures physico-chimiques, liées à la cristallisation et/ou à la dissolution de certains minéraux. Elles renseignent sur la précocité de la diagenèse.

#### Les structures rhéotropiques
Il existe cinq situations de structures rhéotropiques.

##### Les réarrangements
En section cohésif : on obtient des structures typiques de fentes de retrait lorsque le volume de sédiment baisse.
Sous l'eau, ces fentes se nomment fente de synérèse ou fente de dessiccation si elles se forment sur terre.
L'on peut également trouver des traces de gouttes de pluie ou des traces de cupules (mud curls ou mud chips).
Attention, les fentes de retrait sont différentes des diastases issues de la compaction différentielle lors de la diagenèse précoce.
En section liquéfié, un choc dans le sédiment liquéfié s'appelle thixotropie. Le litage préexistant est déformé voir disparu.
Lorsque le litage est conservé, on parle de « convolute ».
Enfin, lorsque le litage n'est pas conservé, des filons clastiques se forment par injection (Dike sédimentaire) lesquels peuvent donner des volcans de boue ou de sable.

##### Les échappements de fluide
Lorsque le fluide est de l'eau, il se forme des structures en coupelles (dish structure) avec entrainement de particules fines vers le haut.
Si le fluide est un gaz (air, méthane, H2S...), on parle de « fenestrae ».

##### Les différences de densité entre sédiments
La différence de densité se traduit par une déformation synsédimentaire entrainant la formation de loadcast et des structures flammées. Lorsque la déformation s'accentue, le load peut se détacher et former des pseudo-nodules (load and pillow).
Lorsque la déformation est « post sédimentaire tardive », il se forme des poches de cryoturbation visibles surtout en domaine périglaciaire.

##### Les entrainements par gravité
Lorsque le sédiment est mou, il se forme des slumps sur les paléopentes.
Si le sédiment est ferme, les entrainements formeront des loupes de glissements sur les paléopentes.
Lorsqu'une faille se forme (faille listrique) elle prend le nom de faille hydroplastique dans un tel contexte.

##### Les entrainements par le courant
Dans un tel cas, le litage oblique est accentué voir retourné. Pour obtenir ce résultat, la liquéfaction est nécessaire.

#### Les structures physico-chimiques
1. Les assemblages de cristaux authigènes, soit displacifs (minéraux bousculant les autres pour se mettre en place) comme les boules de marcassite ou les fleurs de pyrite. Soit poecilitique (gypse de roses des sables, calcite dans certains sables).
2. Les moulages de cristaux : assez courant en ce qui concerne les moulages de cube de halite.
3. Les nodules : souvent isolés avec une structure interne (septaria) ou groupés. Il existe 2 types de structures :

Les nodules sont jointifs et forment un grillage à poule ou chickenwire.
Les nodules ne sont pas jointifs et forment une structure entérolitique.
1. Certains stylolithes, résultant d'une pression-dissolution avec disparition de matière
2. Cimentation préférentielle tel que les anneaux de Liesegang (cimentation ferrugineuse liée à la capillarité).

#### Structures biogénétiques
Concernant les structures biogéniques fossiles voir l'article paléoichnologie

## Applications industrielles
La sédimentologie possède des applications en géologie pétrolière et pour la recherche et l'exploitation de substances utiles. Comme l'exploitation de mines de potasse, de bauxite, de halite ou sel gemme, de gypse, etc.